# Vonk

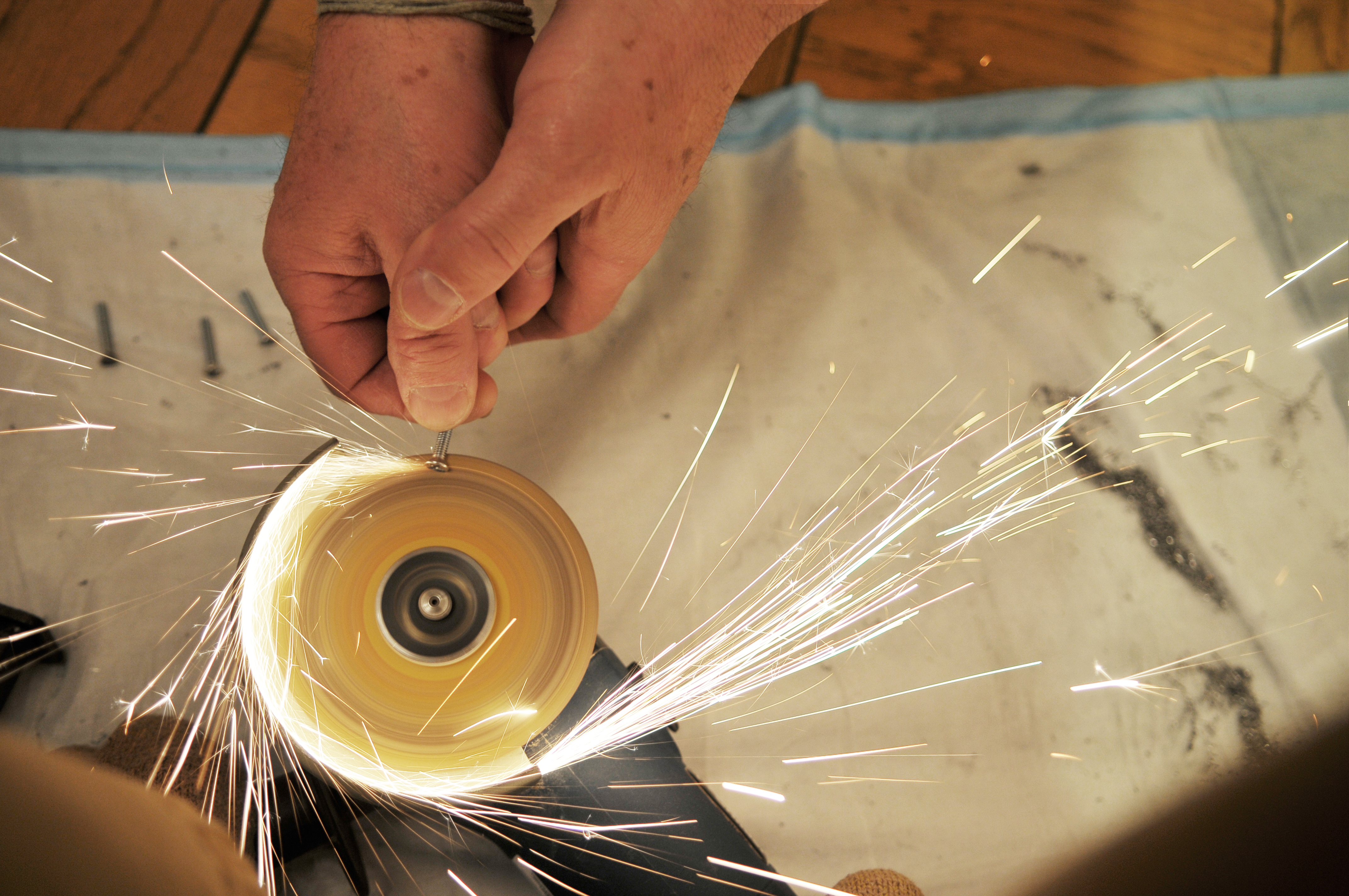
Metaalvonken uit een slijpmachine

Een vonk is een klein deeltje dat zo heet is dat het zichtbaar gloeit. Vonken kunnen onder andere ontstaan bij gebruik van een vuursteen en in remschijven. Doordat een vonk erg klein is, koelt hij snel af, maar intussen kan hij bij licht ontvlambare materialen een gevaar betekenen. Soms wordt de afkoeling vertraagd door oxidatie aan het oppervlak, zoals bij vuurwerk.
Ook een zeer kortdurende elektrische stroom die door een kanaal van geïoniseerd gas heen gaat, wordt een vonk genoemd. Het kanaal ontstaat door een kettingreactie van versnellende elektronen in een elektrisch veld die gasmoleculen kunnen ioniseren. Doordat bij de ionisatie vrije elektronen overblijven die elk weer worden versneld door het elektrische veld en weer nieuwe atomen kunnen ioniseren, kan de kettingreactie optreden.
Als door het ladingstransport het potentiaalverschil te klein wordt stopt de kettingreactie en daarmee de geleiding. Een vlamboog is een kanaal van geïoniseerd gas waardoor de elektrische stroom wordt geleid. Door botsingen van de elektronen worden steeds weer nieuwe elektronen vrijgemaakt, zodat de vlamboog in stand blijft, zolang de elektrische spanning aan weerskanten voldoende hoog is.